# Sugoj
Sugoj, Buksunda (ros. Сугой) – rzeka w azjatyckiej części Rosji, w obwodzie magadańskim; prawy dopływ Kołymy. Długość 347 km, powierzchnia dorzecza 26 100 km².
Źródła w Górach Kołymskich, opływa od wschodu i północy Góry Omsukczańskie, płynie w głębokiej dolinie, dzieląc się na ramiona. W dorzeczu występują złoża węgla kamiennego.
Zasilanie śniegowo-deszczowe; zamarza od października do maja.